# Lockheed P-3 Orion
Il Lockheed P-3 Orion è un quadrimotore a turboelica per la lotta antisommergibile e per il pattugliamento marittimo, prodotto dalla Lockheed Corporation per la United States Navy e introdotto in servizio negli anni sessanta. Il velivolo fu basato sull'aereo di linea L-188 Electra ed è facilmente riconoscibile per il lungo "aculeo" di coda (in inglese MAD boom), utilizzato dal rilevatore di anomalie magnetiche, un sensore utilizzato per la scoperta dei sottomarini. Negli anni il progetto ha avuto numerose modifiche al progetto originale, le cui principali hanno riguardato l'insieme dei sensori avionici di bordo. Il P-3 Orion è tuttora in servizio con svariate marine militari nel mondo, principalmente per i ruoli di ricognizione, pattugliamento marittimo e lotta antisommergibile.

## Sviluppo
Nel maggio 1958 la Lockheed si aggiudicò il programma per lo sviluppo di un aereo da ricognizione marittima e antisom (Navy Type Specification No. 146), indetto dalla US Navy. Il progetto presentato dalla società americana si basava sul velivolo da trasporto civile quadrimotore a turboeliche L.188 Electra, tre prototipi del quale avevano già effettuato il primo volo rispettivamente nel dicembre 1957, febbraio e aprile 1958. Il terzo prototipo dell'Electra venne utilizzato quale primo esemplare sperimentale dell'Orion, mentre il primo vero prototipo del P-3, designato YP3V-1 ed equipaggiato con l'intera componente elettronica di missione, ha effettuato il primo volo nel novembre 1959.

## Tecnica

### Struttura
Il P-3 si caratterizzava per il medesimo impianto propulsivo dell'Electra, costituito da 4 turboeliche Allison 5O1D13 da 3 779 cavalli, una fusoliera più corta di 2,13 m, una capacità di combustibile maggiorata (34 826 litri contro 20 631), un'apposita estensione caudale per l'alloggiamento del MAD, il rilevatore di anomalie magnetiche, ed un equipaggio di 12 uomini. Il carico bellico era alloggiato dentro un apposito vano anteriore, al di sotto della fusoliera, in aggiunta al quale erano disponibili 10 punti d'attacco esterni.
La componente avionica di missione rappresentava un sostanziale salto tecnologico rispetto al P-2 Neptune e si caratterizzava per una peculiarità, mantenuta per l'intera produzione: l'adozione di un radar di ricerca a doppia antenna (per consentire una copertura a 360°), una alloggiata in apposito radome nel muso del velivolo e l'altra in un radome posteriore, alloggiata nella struttura caudale del MAD.
La cellula e le disposizioni interne sono rimaste invariate per l'intera gamma di produzione del velivolo, comprese le varianti. Dietro la cabina di pilotaggio si trova la sezione operativa concentrata in tre compartimenti ubicati al centro della fusoliera. Dal muso alla coda troviamo il vano adibito alle console del TACCO (TACtical COordinator), destinato a supervisionare tutte le informazioni provenienti dai vari sensori e valutare il grado delle varie minacce, e dell'operatore addetto alla navigazione e alle comunicazioni (NAV/COMM), entrambe dotate di oblò di osservazione. Segue il vano della stazione dei sensori non acustici e quindi di quello delle due console per i sensori acustici (boe sonore). Proseguendo verso la coda si trova il vano per l'alloggiamento del sistema di lancio delle boe acustiche, il vano per l'osservazione con 2 posti laterali e relativi oblò a bolla, una sezione per i servizi e il vano destinato al riposo dell'equipaggio, fornito di piccola cucina con tavolo a quattro posti e cuccette.
L'equipaggio è composto da un pilota, un co-pilota e un tecnico di volo, tre operatori addetti alle console dei sensori, un tecnico per il MAD, un operatore per le boe acustiche e le armi, designato ORD (da "Ordnance"=munizioni), un tecnico addetto ai sistemi di piattaforma IFT ("In-Flight Techinician"). Il velivolo dispone comunque dello spazio per alloggiare un secondo equipaggio di 13 uomini.

### Armamento
L'armamento è alloggiato in un apposito vano ubicato al di sotto della fusoliera, tra la cabina di pilotaggio e l'ala, ed è dotato di 8 punti di aggancio, a cui si aggiungono altri 10 piloni subalari e ventrali.
L'armamento trasportabile internamente comprende bombe Mk.82 e 83, mine navali Mk.25, 36, 52, 55, 56, e siluri antisom Mk.46 e 50, mentre ai punti d'attacco esterni possono essere trasportati mine navali, bombe, razzi e missili antinave di tipo diverso, fra cui l'AGM-84 Harpoon e lo SLAM. Il sistema di lancio delle boe acustiche e dei fumogeni comprende una serie di tubi di espulsione (SLT, "Sonobuoy Launch Tube") accessibili soltanto dall'esterno per boe "A", e quattro caricabili dall'interno, di cui 3 per boe "A" e "B" ed un quarto di maggiori dimensioni per gli artifizi pirotecnici.
Complessivamente l'Orion è in grado di trasportare 84 boe acustiche (fra cui sistemi omnidirezionali AN/SSQ-36, -41A, -41B, -47B, -50A/B, -53/A, -57A, -62, -71 e direzionali Mk.73 e Mk.82), oltre a boe per le comunicazioni subacquee.
Con la nuova codificazione dei velivoli adottata dalla US Navy nel settembre 1962, il velivolo di serie della prima versione, denominata P3V-1, venne ridesignato P-3A, cui seguirono le altre due versioni di base B e C, le varianti ammodernate di quest'ultima, denominate Update I, II, II.5, III e le versioni specializzate e sviluppate ad hoc per i singoli utilizzatori (vedere altre sezioni).
La produzione del velivolo in California si è conclusa nel 1991, ed è stata successivamente trasferita in Georgia, dove si è definitivamente conclusa con la consegna dei velivoli coreani.

## Versioni
- P-3A: nell'ottobre 1960, la US Navy assegnò alla Lockheed il contratto per l'avvio della produzione della versione A, di cui sono stati costruiti 157 esemplari. Inizialmente quest'ultima disponeva di una suite avionica comprendente radar a doppio corpo AN/APS-80, MAD AN/ASQ-10, analizzatore dei fumi di scarico AN/ASR-3, elaboratore di segnali acustici AN/AQA-3 e successivamente AN/AQA-4 Jezebel, che permettevano l'esame contemporaneo di sole 4 tracce acustiche, memorizzate su nastro magnetico. Dal 110º esemplare è stato installato il sistema di elaborazione AN/AQA-5 Jezebell, che incorporava la capacità DELTIC (Delayed Time Compression) e permetteva una più ampia lettura delle tracce acustiche, sistema poi adottato anche sui precedenti esemplari. Sono state poi introdotte le turboeliche Allison T-56-A-14 da 4.910 cavalli, una fonte di energia ausiliaria (APU), e quattro punti d'attacco per missili antinave AGM-12 Bullpup. Dal 1975 invece è stato adottato un pacchetto di migliorie designato TACNAVMOD ("Tactical Navigation Modification"), comprendente un nuovo sistema di navigazione VLF e un calcolatore digitale destinato a fornire le informazioni per la creazione del "tappeto" di boe acustiche più adatto alla situazione riscontrata. Tali modifiche sono state introdotte sulla maggior parte degli esemplari di P-3A e B, una volta che gli stessi sono stati trasferiti alla US Naval Reserve. I primi esemplari della versione sono entrati in servizio nel luglio 1962 e la produzione è terminata nel dicembre 1965.
- P-3B: a partire dal gennaio 1966, con il 158º esemplare, la produzione è passata alla versione B, che oltre all'adozione delle migliorie introdotte sulla versione A (Turboeliche T56-A-14, AN/AQA-5 e TacNavmod), presentava un registratore analogico per l'analisi dei segnali acustici AN/AQH-1 e la standardizzazione dei sistemi avionici montati nel tempo, oltre alla possibilità di utilizzare missili antinave Bullpup, grazie a modifiche al software della centrale di tiro. La versione B è stata prodotta in 124 esemplari.

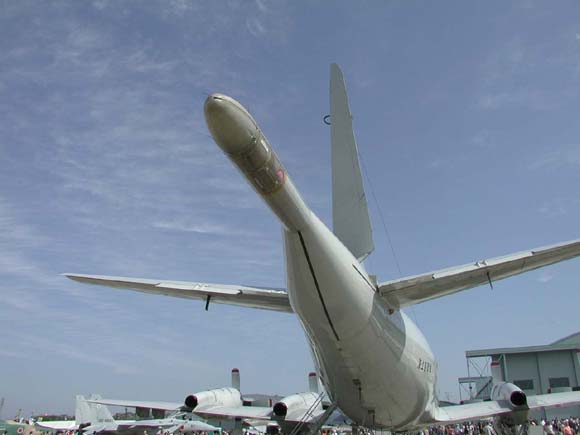
Il MAD, rilevatore di anomalie elettromagnetiche

- P-3C: il prototipo della versione C, che è stata costruita in 118 esemplari, ha effettuato il primo volo nel settembre 1968. La C si differenzia dalla versione precedente in pratica per l'avionica rinnovata. Quest'ultima comprende un radar da ricerca AN/APS-115 (doppia antenna) e un pacchetto di modifiche denominato "A-New", che consente l'integrazione dei sistemi ASW e di navigazione con l'elaboratore centralizzato AN/ASQ-114. Il MAD, rilevatore di anomalie elettromagnetiche Quest'ultimo gestisce il nuovo sistema di rilevamento, elaborazione e registrazione dei segnali acustici e loro rappresentazione su display AN/AQA-7, che a sua volta comprende la capacità DIFAR ("Directional Low Frequency Analysis and Recording"), che consente di quadruplicare le possibilità di ascolto e registrazione delle tracce rilevate dalle boe acustiche. Entrata in servizio nel giugno del 1969, la C costituisce la versione definitiva, a cui sono succedute delle varianti, determinate da aggiornamenti dell'avionica e dei sistemi di bordo. A partire dall'inizio del 1975 è infatti entrata in servizio la variante Update I, caratterizzata dall'installazione del sistema di navigazione Omega LTN-211, del calcolatore centrale AN/ASQ-114 con una memoria aumentata di circa sette volte, oltre che dal potenziamento della capacità DIFAR e dall'adozione del sistema di rappresentazione su display AN/ASA-66, per gli operatori ASW. L'Update II, invece, entrata in servizio con la U.S. Navy a partire dal settembre 1977, è caratterizzata dall'adozione del sistema di scoperta IR (FLIR) AN/AAS-36 IRDS, montato al di sotto del muso, della capacità di utilizzo dei missili antinave AGM-84 Harpoon e dall'introduzione del sistema di riferimento e rilevamento della posizione delle boe SRS ("Sonobuoy Reference System") e di un apparato di registrazione a 28 tracce. Successivamente, a partire dal 1981, è entrata in servizio la variante Update IL5, che ha visto la sostituzione di diversi apparati con modelli di più facile manutenzione, l'adozione di un sistema di comunicazione con i sommergibili immersi IACS ("Integrated Acoustic Communication System"), di un adattatore di compensazione magnetica per il MAD e modifiche all'impianto del carburante. Infine a partire dal maggio 1984 è entrata in servizio la variante Update III, concepita per la lotta contro le più recenti minacce ASW. Risulta caratterizzata da un sistema avanzato di elaborazione dei dati acustici IBM AN/UYS-1 Proteus (che sostituisce l'AQA-7(V)8 DIFAR), integrato con un sistema di rappresentazione dei dati su display a colori AN/USQ-78, che consente di raddoppiare il numero delle boe gestite contemporaneamente, da un nuovo sistema di ricevimento dei dati acustici AN/AAR-78, dall'APU e dal sistema di condizionamento migliorati, oltre che da modifiche minori. L'ultimo esemplare è stato consegnato nell'aprile 1980.
  - P-3C update III: questa versione è dotato di radar da ricerca Texas Instruments AN/APS-115, calcolatore centrale AN/ASQ-114, sistema di elaborazione e rappresentazione dei dati su display AN/AYA-8C, FLIR AN/AAS-36 IRDS, sistema ESM Loral AN/ALR-66B(V)3 con pod Loral AN/ALQ-78A, elaboratore dei dati acustici AN/UYS-1 Proteus, doppio sistema di ascolto delle boe acustiche AN/ARR-78 e loro rilevamento Cubie AN/ARS-5, sistema MAD AN/ASQ-81, registratore dei dati acustici AN/AQH-4(V), due macchine fotografiche KA-74 (anteriore) e KB-18A (posteriore), suite per le comunicazioni con apparati HF, UHF e VHF, anche per le comunicazioni protette (HF, UHF), datalink AN/ACQ-5, sistema di controllo del volo AN/ASW-31, sistema di navigazione con due apparati INS LTN-72 e sistema Omega, dotazione per la protezione passiva con doppio sistema IRCM Loral AN/ALQ-157 e un MAWS AAR-47 (in via di adozione). Tra i paesi utilizzatori vi sono:
    - Argentina, P-3B (Marina): nei primi mesi del 1998 ha ricevuto 2 esemplari ex-US Navy della versione B, a cui se ne aggiungeranno entro l'anno, secondo le previsioni altri 4. Non sono previsti programmi di ammodernamento e si presume che le macchine siamo state consegnate con i sistemi avionici adottati dalla versione B.
    - Australia, P-3C UH /AP-3C, (Aviazione): la RAAF ha ricevuto i primi 10 P-3B a partire dal 1968, mentre nel 1978-79 è stata la volta di 10 esemplari della versione P-3C Update II, a cui sono seguiti altrettanti esemplari nel periodo 1985-86 per sostituire i P-3B. Conosciuti localmente con la designazione P-3W, gli Orion australiani sono equipaggiati con una suite avionica che si differenzia da quella standard della versione UH principalmente per l'adozione di un sistema di elaborazione dei dati acustici GEC-Marconi Avionics AQS 901, adottato a partire dal 1986, oltre che per l'utilizzo delle boe acustiche Barra, sviluppate localmente. 
 A partire dal 1995 i P-3W sono stati dotati di un sistema ESM, conosciuto con la denominazione ALR-2001 Odyssey, prodotto dalla società israeliana Elta ed integrato dalla BaeA (ex-AWADI), mentre nel gennaio 1995 è stato stipulato dal governo australiano un contratto con un gruppo di società locali, capitanato dall'americana Raytheon/E-System, per provvedere all'installazione di una suite avionica completamente rinnovata. In base a tale programma, meglio conosciuto come "Project Air 5276", è stato sviluppato un apposito simulatore di volo, mentre per ridurre le ore di volo annuali dei 18 P-3 operativi sono stati recentemente immessi in servizio 3 esemplari di "P-3" (oltre ad un quarto per i pezzi di ricambio), che sono stati allestiti per il trasporto e vengono utilizzati sia per l'addestramento che per il sostegno ai frequenti dispiegamenti operativi a cui sono soggetti i P-3 australiani. La nuova suite avionica comprende: radar da ricerca Elta EL/M-2022A(V)3 con capacità ISAR e SAR, sistema di gestione dei dati di missione incentrato su di un elaboratore centrale Lockheed Martin DDC-060 (una versione potenziata del sistema ASQ-212) e comprendente display a colori e ad alta definizione, sistema di elaborazione dei dati acustici Computing Devices of Canada UYS-503, nuovo sistema di ascolto delle boe acustiche. Il sistema di navigazione è incentrato su un doppio sistema INS laser/GPS Honeywell H-764G, mentre la suite per le comunicazioni comprende apparati HF-9500, VHF AN/ARC-222, UHF AN/ARC-187, satellitari per comunicazioni protette Titan Corp. AN/USC-42(V3) e un datalink (Link 11). Tutta l'avionica è collegata grazie ad un doppio databus digitale e a 2 computer Honeywell. Da notare che la riduzione di peso al decollo pari circa 1361 kg, resa possibile grazie alla nuova avionica, consente di incrementare l'autonomia di volo. Una volta ammodernati i 18 velivoli verranno denominati AP-3C, mentre i 3 di sostegno TAP-3C.

  - P-3C Update IV: questa ulteriore versione del pattugliatore marittimo Lockheed venne richiesta nel luglio 1987, ma nel 1992, con il sopraggiungere della fine della guerra fredda, il contratto veniva annullato. Le modifiche che avrebbero dovuto essere apportate a 109 P-2C UII erano relative al nuovo radar AN/APS-137, all'apparato ESM ed altri dettagli. Tali aerei vennero invece aggiornati allo standard P-3UIII, per avere 247 aerei operativi con questo standard, la totalità della flotta di pattugliatori P-3 USA.
- EP-3: P-3 adattati all'ascolto elettronico e raccolta informazioni, presenti in diverse sottoversioni.
  - EP-3A: versione da ricognizione elettronica, con vari nuovi apparati di ascolto e forse anche disturbo elettronico.
  - EP-3B: 2 esemplari adattati nel 1968 per l'ascolto elettronico lungo le coste vietnamite.
  - EP-3E: almeno 10 macchine P-3A modificate per il ruolo dell'ascolto elettronico con una serie di nuovi equipaggiamenti, come l'AN/ALQ-110 (analisi dati ELINT), l'AN/ALQ-60 (COMINT) ed attrezzature ECM-RWR incrementate per la propria protezione. Operativi dagli anni ottanta, uno di questi aerei è stato protagonista del famoso incidente avvenuto il 1º aprile 2001 al largo dell'isola cinese di Hainan. L'aereo in questione, entrò in collisione con un caccia Shenyang J-8II cinese che precipitò nell'impatto. Subiti danni ad un'elica ed al radome, l'EP-3 fu costretto ad un atterraggio di emergenza sulla base cinese di Hainan, dove i 24 membri dell'equipaggio furono trattenuti per alcune settimane prima di essere rimpatriati. L'equipaggio dichiarò di aver distrutto tutte le apparecchiature sensibili di bordo prima di atterrare sull'isola.
- P-3AEW: la cellula del P-3 è stata adattata al ruolo di aereo da avvistamento radar, con lo stesso set elettronico del Grumman E-2 Hawkeye, ma con molto più spazio disponibile e maggiore autonomia. Due esemplari sono stati forniti al governo statunitense per operazioni anti-contrabbando di droga nel Golfo del Messico, designati BLUE SENTINEL. Hanno ancora sia il MAD che il radar prodiero. Il secondo, consegnato nel 1989, ha un radar AN/APS-139, più efficiente del -125 nello scoprire bersagli sopra il terreno.

### Versioni minori
Tra i numerosi sottotipi del P-3, sono da citare almeno:
- P-3A CS: versione per la guardia costiera con radar APG-63 dell'F-15, per scoprire bersagli volanti a bassa quota.
- EP-3A(EATS): 3 aerei modificati per il ruolo di aereo con funzioni di monitoraggio lancio missili, dotati di un grande radar sul dorso di tipo "phased array".
- RP-3A: 2 aerei modificati per lo studio dei fondali oceanici con particolari apparecchiature acustiche.
- WP-3: 6 aerei di 2 versioni differenti, modificati da macchine A o C per il compito di ricognizione meteorologica, specie per lo studio delle formazioni di uragani e cicloni.

## Utilizzatori

### Governativi
Stati Uniti
- NOAA

vedi Lockheed WP-3D Hurricane Hunter
- United States Customs and Border Protection

4 P-3A, 3 P-3B e 7 P-3AEW&C in servizio al febbraio 2021.

### Militari

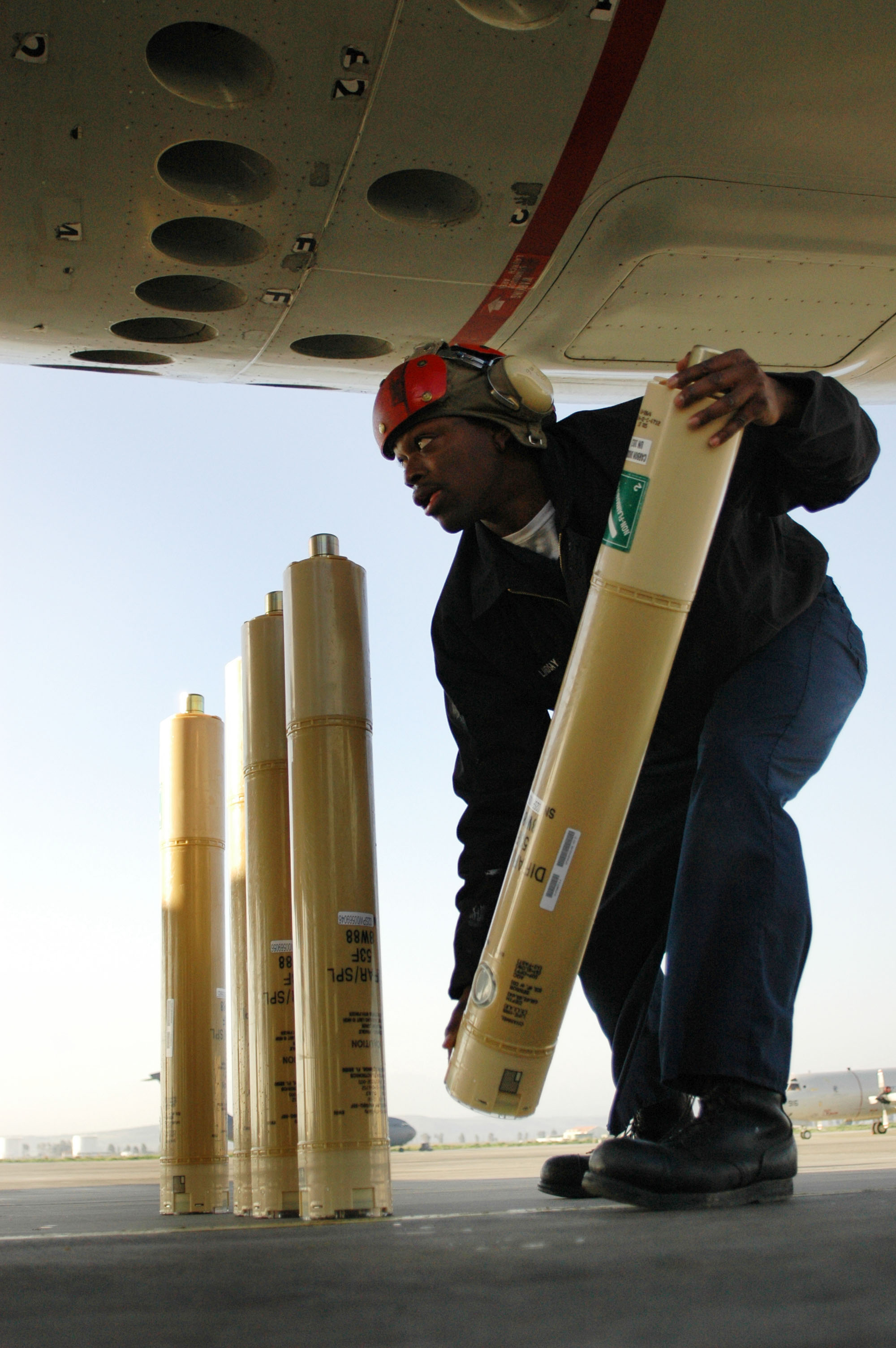
Un tecnico mentre carica delle sonoboe a bordo di un P-3

Argentina
- Aviación Naval

6 P-3B ricevuti tra il 1997 e il 1999 dalla US Navy, uno solo dei quali risulta in organico, e che fungerà da aereo da addestramento all'arrivo dei "nuovi" P-3C ex norvegesi. Ulteriori 4 P-3C acquistati di seconda mano dalla Kongelige Norske Luftforsvaret norvegese il 17 ottobre 2023. Primo P-3C consegnato il 2 settembre 2024.
 Australia
- RAAF

2 Gruppi da pattugliamento marittimo, prima della RAN e poi passati alla RAAF (rispettivamente marina e aviazione australiane) ricevettero 10 P-3B nel 1968, seguiti 10 anni Dopo da 20 P-3C.  Diciotto di questi ultimi, tra il 2002 e il 2005 furono modificati in P-3C Update 2.5 per le missioni antinave con i missili Harpoon, inizialmente non acquisiti, mentre 2 esemplari furono modificati in AP-3C Update 2.5 per guerra elettronica. Gli ultimi due aerei in servizio, i due AP-3C Update 2.5, sono stati ritirati il 5 dicembre 2023, dopo 55 anni di servizio. 6 P-3B furono ceduti alla Força Aérea Portuguesa nel 1986.
 Brasile
- Força Aérea Brasileira

9 P-3A ex US Navy consegnati nel 2008, sottoposti ad upgrade e ridesignati P-3M.
 Canada
- Royal Canadian Air Force

nel 1976 sono stati ordinati 18 esemplari di una versione appositamente sviluppata per le esigenze canadesi, denominata CP-140 Aurora. Entrata in servizio nel 1980-81, la versione combina la cellula del P-3C con l'avionica in gran parte sostituita con quella del Lockheed S-3A Viking. Successivamente nel 1992-93 sono stati ricevuti altri 3 esemplari di P-3C che, trasferiti in Canada privi di sistemi di missione, sono stati equipaggiati localmente per missioni di pattugliamento marittimo, in particolare nell'area dell'Artico, di sorveglianza della pesca e anti-inquinamento, e che sono stati denominati CP-140A Arcturus. L'avionica dell'Aurora comprende: radar da ricerca Texas Instruments AN/APS-506, sistema ESM Loral AN/ALR-502 associato a un sistema AN/ALQ-78A, apparato FLIR Texas Instruments OR-5008/AA, MAD CAE AN/ASQ-502, elaboratore dei dati acustici OL-5004 AYS, computer di missione e navigazione AN/AYK-502(V) e di gestione dei dati di missione AN/ASQ-114; il sistema di navigazione comprende 2 INS Litton AN/ASN-505, mentre per l'ascolto e il rilevamento delle boe acustiche sono imbarcati sistemi RESDEL AN/ARR-76 SRX e Cubie AN/ARS-501 SRS. La versione Arcturus dispone di una suite di missione che non presenta sensori acustici, ma che è dotata di un radar da ricerca AN/APS-507, oltre che di un kit di sopravvivenza aviolanciabile SKAD (Survival Kit, Air Droppable) trasportabile nel vano bombe. 
 L'Aviazione canadese, a seguito delle operazioni nel mar Adriatico in sostegno alle missioni ONU, ha modificato i piani per il programma di ammodernamento delle macchine in servizio, prevedendo l'adozione di un radar da ricerca con capacità di classificazione dei bersagli ISAR (risulta attualmente in valutazione il sistema Spotlight), di un sistema per l'ascolto/rilevamento delle boe a 99 canali, di un ricevitore GPS, di un sistema FLIR e modifiche ai sistemi di ausilio al pilotaggio. Gli Arcturus saranno anch'essi ammodernati, senza però ricevere sensori acustici. Una decisione circa le future fasi del programma non è stata ancora definitivamente presa, così come non è ancora stato pianificato il programma di allungamento della vita delle cellule fino al 2010. Al dicembre 2017 sono 15 (14 CP-140 Aurora + 1 CP-140A Arcturus) gli esemplari ancora in servizio che saranno aggiornati in base al programma Block IV, che comprende un data link con protocollo link 16 ed un sistema di contromisure infrarosse direzionali (DIRCM, Directional Infra-Red Counter-Measure) Leonardo "Miysis".
 Cile
- Armada de Chile

4 P-3A e 5 UP-3A non volanti ed utilizzabili come fonte di parti di ricambio, ricevuti dalla US Navy nel 1992-1994. Due dei quattro P-3ACH con il programma Albatros IV, tra il 2016 e il 2021, sono stati sottoposti ad un aggiornamento dalla canadese IMP Aerospace. L'aggiornamento comprendeva rimotorizzazione, sostituzione di componenti alari, montaggio di un nuovo stabilizzatore orizzontale, ammodernamento della suite avionica e cockpit aggiornato con sistemi della Rockwell Collins.
 Corea del Sud
- Daehanminguk Haegun

8 P-3C Update III consegnati alla fine del 1994 ed entrati in servizio tra il marzo e il settembre 1995. I velivoli si differenziano da quelli in servizio con la US Navy in particolare per l'adozione di un radar a doppio corpo derivato dal Texas Instruments AN/APS-137(V)1 utilizzato sui velivoli S-3B Viking della US Navy e di un sistema di gestione e rappresentazione dei dati di missione incentrato su una versione del Lockheed Martin AN/ASQ-212. Altri P-3B ex US Navy, aggiornati alla versione P-3CK da KAI, entrarono in servizio dall'inizio del 2010.

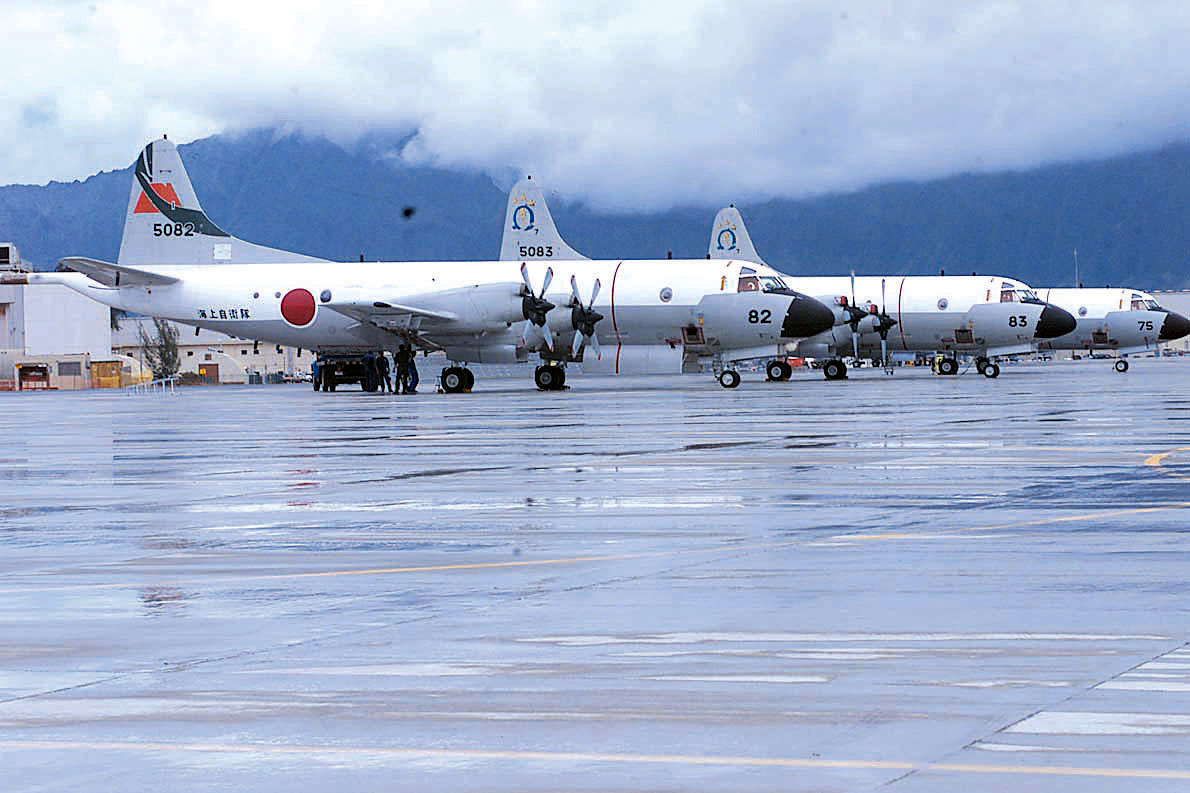
P-3C giapponesi

 Giappone
- Kaijō Jieitai

Nel 1978 la JMSDF ha selezionato l'Orion quale successore del Neptune, acquistando la licenza per la produzione della macchina. I primi esemplari (variante P-3C Update II.5), assemblati in Giappone dalla Kawasaki, sono stati consegnati nel maggio 1982. La produzione su licenza ha riguardato sia macchine appartenenti alla variante Update II.5 sia Update III, per un totale di 101 esemplari destinati alla lotta antisom (l'ultimo dei quali consegnato nel settembre 1997), 5 EP-3C per missioni ELINT/SIGINT (l'ultimo dei quali consegnato nel 1998), un esemplare per sperimentazioni e valutazioni UP-3C e 3 esemplari UP-3D per l'addestramento EW (l'ultimo dei quali consegnato nel 2000). È stato inoltre iniziato il programma di sviluppo della versione UP-3E, che prevede la modifica di 5 cellule antisom in velivoli per missioni IMINT (Image Intellingence). La JMSDF ha in corso, dal 1992, un programma di ammodernamento che vede l'installazione di un nuovo elaboratore centrale di missione Lockheed Martin AN/ASQ-212(J) in sostituzione dell'AN/ASQ-114, mentre parallelamente è stato introdotto un ricevitore GPS e sistemi per le comunicazioni satellitari (questi ultimi soltanto su un certo numero di velivoli).
 Germania
- Deutsche Marine

8 P-3C CUP+ acquistati di seconda mano dalla Royal Netherlands Navy e sottoposti ad un programma di aggiornamento sia strutturale, sia riguardante la suite avionica a partire dal 2016. 6 P-3C CUP+ sono stati ceduti alla Fuerza Aérea Portuguesa il 30 agosto 2023.
 Grecia
- Polemikó Nautikó

Nel 1997 furono acquistati 6 P-3B ex U.S.Navy che furono immessi in servizio senza nessun programma di aggiornamento, e 4 P-3A utilizzati come fonti di parti di ricambio. Per 5 di essi, nel 2016 è iniziato un programma di manutenzione che dovrebbe riportarli in condizioni operative, mentre il sesto esemplare sarà utilizzato come fonte per pezzi di ricambio.
 Iran
- Niru-ye Havayi-ye Artesh-e Jomhuri-ye Eslami-e Iran

6 P-3F (un ibrido a metà strada dalla P -3B e P-3C) consegnati tra il 1975 ed il 1976. La cellula e sistema di propulsione appartengono alla versione C, mentre l'avionica installata, secondo fonti statunitensi, sarebbe la medesima di quella imbarcata sulla versione B. I P-3F sono riconoscibili per l'installazione di una sonda per il rifornimento in volo nella sezione anteriore della fusoliera. Al dicembre 2021 risultano operativi 5 P-3F.
 Norvegia
- Kongelige Norske Luftforsvaret

fra il gennaio e il marzo 1969 sono stati ricevuti 5 esemplari di P-3B, sostituiti in parte da 4 P-3C Update III a partire dal 1987, mentre 2 esemplari P-3B sono stati convertiti per svolgere missioni di sorveglianza costiera con la denominazione P-3N, e hanno pertanto subito la rimozione dei sistemi per la lotta antisom. I 4 esemplari P-3C Update III che nel passato sono stati modificati per l'utilizzo dei missili antinave Kongsberg Penguin Mk.3, sono attualmente sottoposti a un programma di ammodernamento denominato UIP ("Upgrade Improvement Program") assegnato alla Lockheed Martina Tactical Defense Systems (LMTDS) e ad un gruppo di società norvegesi. Simile al programma statunitense AIP, quest'ultimo prevede l'adozione di: radar da ricerca AN/APS-137(V)5 con capacità ISAR/SAR, elaboratore centrale Lockheed Martin AN/ASQ-222 (con computer CP-2339), sistema ESM Litton AN/ALR-66(V)3 con nuova console dedicata, pod ESM AN/ALQ-78 modificato, nuovo sistema di ricezione e analisi dei segnali di breve durata EP-2060, sviluppato dalla Condor System. Verranno inoltre adottate nuove console con display multifunzionali a colori per le postazioni non dedicate ai sensori acustici, una suite migliorata per le comunicazioni comprendente apparati satellitari e datalink, un sistema FLIR modificato, un ricevitore GPS AN/ARN-151, un interfono AN/AIC-41 e una suite per la protezione passiva con un MAWS AN/AAR-47 e sistema dispenser Tracor AN/ALE-47. Risulta in via di completamento anche il programma di sviluppo del sistema Radiak (con relativa console di controllo), destinato alla raccolta e alla registrazione dei dati sulla radioattività, che verrà installato sui P-3C Update III per la sorveglianza degli spazi aerei intorno alla Russia. Gli ultimi esemplari sono stati ritirati dal servizio il 30 giugno 2023. I 4 P-3C radiati, sono stati ceduti il 17 ottobre 2023 all'Aviación Naval argentina, con i primi due aerei che dovrebbero essere consegnati entro la fine dello stesso anno.
 Nuova Zelanda
- Royal New Zealand Air Force

nel 1966 ha ricevuto 5 esemplari di P-3B in sostituzione degli idrovolanti Short Sunderland MR.5, a cui si è aggiunto nel 1986 un sesto esemplare di seconda mano ex australiano, portato al medesimo standard degli altri. Nel 1980 alla società Boeing è stato aggiudicato il programma di ammodernamento denominato "Project Rigel I", che ha visto, in aggiunta ai sistemi antisom ed ESM già imbarcati, l'adozione di: databus di prima generazione 1553A per il collegamento di tutta l'avionica, sistema di elaborazione e rappresentazione dei dati di missione all'equipaggio Boeing UDACS, radar da ricerca AN/APS-134, FLIR AN/AAS-36 IRDS, sistema di navigazione con apparati Litton INS LN-72 e LTN-211 Omega, e, più di recente, un sistema di atterraggio ILS. I 6 esemplari, denominati a seguito di tali lavori P-3K, sono attualmente sottoposti ad un programma di allungamento della vita delle cellule denominato "Project Kestrel", approvato nel 1994, che vede coinvolta la Lockheed Martin quale capo commessa e società neozelandesi per i lavori di conversione. Questi ultimi comprendono principalmente la sostituzione di componenti e delle sezioni esterne delle ali, dei pannelli di coda e del rivestimento della parte centrale della fusoliera. Parallelamente, l'Aviazione ha assegnato un programma di sviluppo per l'ammodernamento dell'avionica, in particolare quella più datata, fra cui i sistemi per la lotta antisom, ESM, la gestione dei dati, l'IFF, prevedendo inoltre l'adozione di una suite per la protezione passiva e di un datalink Link 11. Il programma, denominato "Project Sirius", dovrebbe essere assegnato a breve termine, avendo già ricevuto l'approvazione del Governo. Un ulteriore aggiornamento per 22 milioni di dollari (completato a fine 2019) è stato rivolto alle capacità antisommergibile dei 6 aerei in servizio, ai quali sono stati incorporati un nuovo sistema per la gestione delle boe acustiche. Tre dei 6 esemplari in organico sono stati ritirati rispettivamente, il 24 settembre 2021, il 20 gennaio 2022 ed un terzo aereo a luglio dello stesso anno. Gli ultimi 3 esemplari sono stati ritirati il 31 gennaio 2023 (cinque mesi prima della data inizialmente prevista), 57 anni dopo il loro ingresso in servizio.
 Paesi Bassi
- Koninklijke Marine

13 P-3C Orion stati consegnati nel periodo 1980-83. Più di recente i velivoli sono stati sottoposti a un programma di ammodernamento della cellula (equivalente al programma americano SDLM) da parte del gruppo portoghese OGMA. Sono inoltre stati dotati di nuovi sistemi avionici fra cui un apparato FLIR System AN/AAQ-22 Safire, sistemi UHF/VHF per le comunicazioni e un ricevitore GPS. È previsto che i velivoli olandesi siano sottoposti a un più esteso programma di ammodernamento dell'avionica denominato CUP ("Capabilities Update Programme"), che dovrebbe comprendere un radar con capacità ISAR, display multifunzionali a colori e alta definizione, oltre che un sistema di ascolto/rilevamento delle boe acustiche e un sistema ESM migliorati. 5 P-3C CUP ceduti alla Força Aérea Portuguesa nel 2008.
 Pakistan
- Pak Bahr'ya

3 P-3C Update-II ordinati nel 1988 (consegnati solo nel 1996 a causa dell'embargo) di cui uno perso nel 1999. 7 P-3C CUP ordinati nel 2005, consegnati tra il 2007 ed il 2012 di cui tre distrutti, ma sostituiti dal governo americano.
 Portogallo
- Força Aérea Portuguesa

6 P-3P, in servizio dal 1986 al 2010, derivati dalla conversione e dall'ammodernamento di altrettanti velivoli P-3B già in servizio con la RAAF. Mentre il primo esemplare è stato consegnato direttamente dalla Lockheed Martin, gli altri velivoli sono stati ammodernati dal gruppo aeronautico portoghese OGMA. In aggiunta ai sistemi adottati dalla versione B e relativi aggiornamenti, fra cui il pacchetto TacNavmod, sono stati installati: sistema INS Litton, radar da ricerca AN/APS-134, sistema ESM AN/ALR-66 (dotato di un'apposita stazione di controllo con 2 console, prima applicazione del genere sui velivoli P-3), sistema AN/AAS-36 IRDS, elaboratore dei segnali acustici AN/AQA-7 con capacità DIFAR, computer digitale di missione AN/AYK-14 con un databus digitale 1553B per l'integrazione dei vari apparati. I velivoli hanno inoltre la possibilità di utilizzare missili Harpoon. Più di recente sono stati elaborati piani di ammodernamento che non risultano però esser stati ancora adottati. 5 P-3C CUP ex Koninklijke Marine acquistati nel 2008. Ulteriori 6 P-3C CUP+ ex Marineflieger ordinati il 30 agosto 2023, il primo dei quali è stato consegnato il 9 febbraio 2024. Questi sei esemplari, oltre a sostituire i due più vecchi Orion ex olandesi, sono stati acquistati per mantenere una flotta operativa di sei esemplari più due immagazzinati per fornire pezzi di ricambio.
 Spagna
- Ejército del Aire

3 P-3A acquistati nuovi nel 1973, cui si aggiunsero 4 P-3B di seconda mano nel 1979-1980 e 5 esemplari simili ex norvegesi revisionati e trasferiti nel 1988-1989. 7 esemplari avrebbero dovuto essere radicalmente aggiornati dal 1992, con un programma poi cancellato, sostituito da interventi più limitati su 5 esemplari effettuati nel 2007-2009. L'ultimo dei 5 P-3M è stato ritirato dal servizio il 1 dicembre 2022.
 Stati Uniti
- US Navy

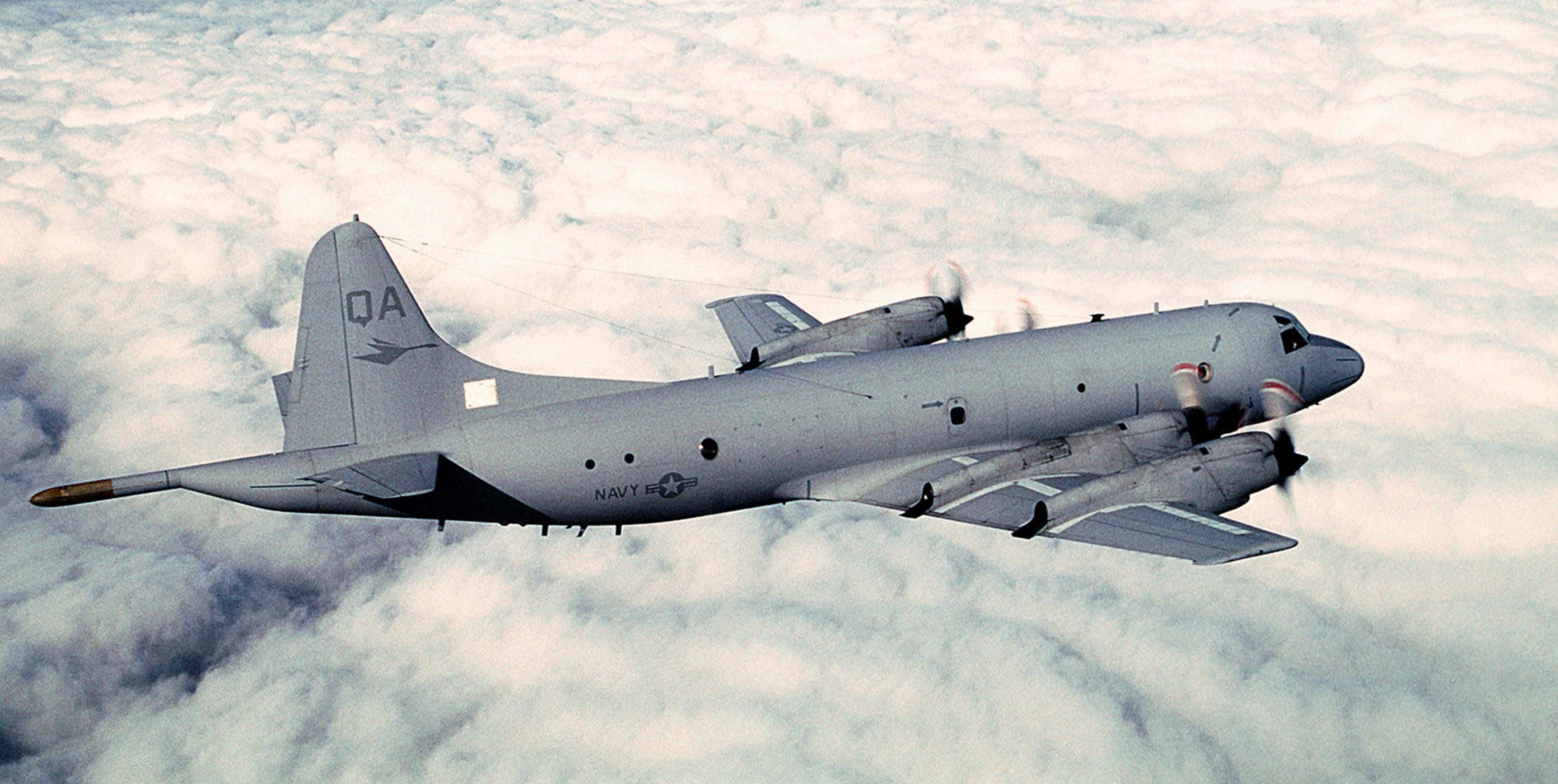
Un P-3 della marina statunitense

attualmente la US Navy dispone per la lotta antisom delle versioni P-3C Update II, Update II.5, Update III e IIIR. Quest'ultima deriva dalla conversione delle precedenti versioni del P-3C alla più recente versione UHI, il cui programma di modifiche è iniziato nel 1987.  Parallelamente la US Navy ha proceduto, a partire dal 1994, ad aggiornare il sistema di gestione dei dati di missione, grazie all'adozione del sistema Lockheed Martin AQS-212(V) con elaboratore CP-2044 in sostituzione dell'AN/ASQ-114 (CP-901). Con la cancellazione, avvenuta nel 1992, del programma di sviluppo della versione Update IV, la US Navy ha dato vita a due distinti programmi di ammodernamento dei suoi P-3. Il primo, denominato "Sustained Readiness Program", che è stato assegnato nel 1994 alle società Raytheon/E-Systems e alla Northrop Grumman Corporation, comprende consistenti lavori di ammodernamento della cellula, al fine di allungarne la vita operativa. Il secondo, denominato "ASUW Improvement Program" (AIP) è stato assegnato alla Lockheed Martin (ex Unisys) nel 1994 ed è destinato all'ammodernamento dell'avionica di missione in cinque principali settori: sensori di missione, comunicazioni satellitari, elaborazione e gestione dei dati, protezione passiva e nuovi sistemi d'arma. L'AIP comprende l'adozione di un radar da ricerca Texas Instruments AN/APS-137B(V)5 con capacità ISAR e SAR, di un sistema elettro-ottico diurno-notturno Wescam AIMS ("Advanced Imaging Multi-spectral System"), derivato dal Model 20 con FLIR e sensore elettro-ottico diurno in sostituzione dell'AN/AAS-36 e del sistema AN/AVX-KV), e di un ESM Litton AN/ALR-66B(V)3, migliorato grazie all'adozione di un nuovo sistema per la ricezione e la determinazione della provenienza dei segnali incorporato nel pod ESM AN/ALQ-78 e l'aggiunta di un sistema per l'analisi e l'identificazione dei segnali di breve durata Condor Systems EP-2060. Il settore della gestione, integrazione, rappresentazione dei dati oltre che della loro ricezione o distribuzione ad altre piattaforme, vede invece l'adozione dei componenti del sistema OASIS III ("Over-the-horizon Airborne Sensor Information System"). Quest'ultimo prevede display multifunzionali a colori di grandi dimensioni (diagonale di 48 cm) con relativo pannello di immissione dei dati, tastiera e trackball alle postazioni del TACCO, NAVCOM e dell'operatore ai sensori non-acustici, oltre che un display di minori dimensioni a colori nell'abitacolo che consente la rappresentazione integrata di tutte le informazioni ed immagini ricavate sia dai sensori di missione e navigazione che da fonti esterne (velivoli, unità navali, comandi, ecc). A ciò si aggiungono sistemi per la trasmissione dei dati di missione.
La suite per le comunicazioni comprende apparati per le comunicazioni protette, data link e sistemi per le comunicazioni satellitari. Fra questi il MATT (Multi-mission Advanced Tactical Terminal) che consente la ricezione e la trasmissione dei dati sui circuiti per comunicazioni protette quali il OTCIXS (Officer in Tactical Command) ed il TADIXS-B (Tactical Data Information Exchange System) senza interferire con le trasmissioni degli apparati HF, VHF e UHF. L'attuale sistema satellitare a banda larga viene sostituito dal sistema a banda stretta DAMA ("Demand-Assigned Multiple-Access") che consente comunicazioni protette multiple. A ciò si aggiunge un sistema di navigazione con ricevitore GPS e una dotazione di protezione passiva che, in aggiunta agli IRCMS Loral ALQ-157 attualmente utilizzati, comprende un MAWS AN/ARR-47 e dispenser Tracor ALE-47, oltre che serbatoi autosigillanti. L'equipaggio potrebbe mantenere la possibilità di utilizzare un sistema stabilizzato per la sorveglianza elettro-ottica a lunga distanza e per la raccolta di immagini di particolare interesse Cluster Range, posizionato dietro uno degli oblò appositamente modificati. Vi è infine la possibilità di utilizzare missili Hughes AGM-65F Maverick in aggiunta agli Harpoon ed agli SLAM.
Secondi i piani della US Navy il programma AIP dovrebbe riguardare 54 macchine (circa un quarto dell'intera flotta), la cui conversione dovrebbe terminare nel 2005. Il primo velivolo aggiornato dovrebbe esser stato consegnato nel gennaio di quest'anno. La Marina ricevette anche 26 EP-3E da ricognizione elettroniva che entrarono in servizio a partire dal 1970. Dieci aerei da pattugliamento P-3A Orion furono convertiti in EP-3E, andandosi ad unire a due precedenti EP-3B. Questo lotto di EP-3E fu sostituito a partire dagli anni '90 da una nuova generazione di EP-3E ottenuti convertendo dei P-3C Orion, con 17 aerei convertiti per sostenere una flotta operativa di 12 aerei. L'ultimo EP-3E è stato ritirato dal servizio il 12 febbraio 2025.
 Taiwan
- Zhōnghuá Mínguó Kōngjūn

4 P-3C consegnati.
- Zhōnghuá Mínguó Hǎijūn

12 P-3C consegnati.
 Thailandia
- Kongthap Ruea Thai

nel 1992 sono state acquistate 5 cellule della versione A, di cui 2 sono state portate negli Stati Uniti allo standard P-3T per l'impiego operativo, una convertita al ruolo trasporto e denominata UP-3T, e 2 accantonate per fornire pezzi di ricambio. I 2 esemplari destinati alle missioni di sorveglianza marittima e lotta ASW/ASUW dispongono di una suite avionica comprendente: radar da ricerca, ESM, IRDS AASS-36, computer tattico TO-441/A, sistema di navigazione e ASW appartenenti al pacchetto TacNavmod. Sono inoltre in grado di utilizzare missili antinave Harpoon grazie all'adozione del sistema di tiro AN/AWG-19 HACLCS.

## L'Orion nella cultura di massa
- Un Orion in versione C compare tra i velivoli del videogioco Deadly Skies III[50].